# 2-й Куликовський провулок
2-й Куликовський провулок — один з провулків Одеси, розташований на південь історичного центру у місцевості Куликове поле. Починається від  Пироговської вулиці і Куликового поля і закінчується Семінарської вулиці. Нині південну частинку провулки перетинає багатопповерхова житлова будівля.

## Історія
У ІІ-й половині ХІХ століття на місці забудови вулиці була розташована одна велика ділянка. За планами міста 1870-х років вона належала Десмету, а на початку ХХ століття - Штапельбергу. На межі ХІХ - ХХ століть ділянка була розподілена на частини для продажу різним особам, але тривалий час у адресних книгах та картах були відсутні відомості про прокладені по ділянці провулки. У 1907 році провулок вперше згадується у якості Коганівського провулка, по імені власника однієї з наново утворених ділянок Когана-Беренштейна
На картах 1910-х на місці колишньої ділянці Штапельберга вказується два провулки - 2-й Куліковський провулок та розташований паралельно для нього ближче до залізничного вокзалу Воказальний провулок (нині не існує). У той же час в адресних книгах також згадується 2-й Куліковский провулок з вказанням ділянок по провулку.
Провулок отримав назву по аналогії з сусіднім Куліковським провулком утвореним з саду Тіволі (нині провулок Валентина Катаєва), який у свою чергу отримав назву по розташуванню поряд з Куликовем полем.
У 1937 році провулок отримав назву 2-й Жовтневий провулок, але вже у 1950 році була знову повернена попередня назва.
З 1960-х років навколишня місцевість набуває змін. З півдня вихід до Семінарської вулиці у 1960-х - 1970-х роках зачиняє п'ятиповерховий житловий будинок, по західному боку провулку у межах 1960-х - 1980-х було споруджено триповерховий та дев'ятиповерховий житлові будинки.

## Історичні будівлі
- № 2а - будівля невідомого призначення, що існувала вже у 1930-х роках[4]
- № 2 - Особняк. Виявлена пам'ятка архітектури[5].
- № 6 - Особняк, поч. ХХ ст.
- № 7 - Особняк, поч. ХХ ст.